# Phare de la Méditerranée
Phare de la Méditerranée er et observationstårn beliggende i centrum af den franske by Palavas-les-Flots ved middelhavskysten.
Tårnet, som det står nu, er et resultat af en renovering af det tidligere vandtårn i årene 1998-2000. I det 19. århundrede var tårnet et forsvarstårn, men blev i begyndelsen af det 20. århundrede omdannet til vandtårn.
Efter den nyeste renovering indeholder tårnet både restaurent, lejligheder, konferencerum, udstillingshal og kontor for det kommunale turismekontor.